# قاورمه
قاورمه یک روش نگهداری گوشت است که در مناطق کردنشین رواج دارد. این واژه همچنین به برخی غذاهایی گفته می‌شود که با استفاده از گوشت قاورمه‌شده پخته می‌شوند و به همین دلیل به عنوان نام غذاهایی مانند خوراک قاورمه یا خورشت شله قاورمه نیز کاربرد دارد.

## روش نگهداری گوشت
قاورمه در اصل به یک روش نگهداری گوشت گفته می‌شود. تا قبل از ساخته‌شدن وسایل الکترونیکی مانند یخچال و فریز، برای نگهداری گوشت در فصل سرما در مناطق کردنشین از روش قاورمه کردن استفاده می‌شد. در این روش گوشت بدون استخوان گوسفند، گوساله یا بز به قطعات کوچکی کمی بزرگتر از گوشت خورشتی بریده شده و در دیگی همراه با آب و نمک پخته می‌شود. پس از پخته‌شدن تکه‌های گوشت از آبکش (در کردی: نانه‌شان) عبور داده شده و آب و گوشت از یکدیگر جدا می‌شوند. آب به دست آمده به صورت جداگانه مصرف شده و کاربردهای متفاوتی دارد، اما تکه‌های گوشت در روغنی که از ذوب کردن دمبهٔ گوسفند (به کردی: دووگ) به دست آمده تفت داده می‌شود تا خشک یا به اصطلاح کردی رَق شوند. در برخی مناطق پس از آنکه تکه‌های گوشت سرد شد، با دست به صورت گلوله‌های کوچکی درمی آید. در گذشته گاه برای افزایش ماندگاری مقدار نمک زیادی به گوشت اضافه می‌شد. در گذشته این قطعات گوشت که قاورمه نامیده می‌شود، در ظرف‌هایی گِلی (در کردی: دیزی خهڕگین/ههڕینه) قرار داده شده و روی آن با پارچهٔ آب‌ندیده پوشانده می‌شد و اگر قرار نبود به زودی مورد مصرف قرار گیرد دور ظرف‌ها هم با خمیر بسته می‌شد. از این قطعات گوشت برای پختن انواع غذا استفاده می‌شد.

## خوراک قاورمه
در مناطق مختلف کردستان  به ویژه در کرمانشاه خوراکی تهیه می‌شود که قاورمه نامیده می‌شود. این خوراک در گذشته با استفاده از گوشتی تهیه می‌شد که به روش قاورمه کردن نگهداری شده‌بود. خوراک قاورمه امروزه معمولاً از تفت دادن تکه‌های گوشت در روغن به همراه پیازداغ و تکه‌های سیب‌زمینی که به صورت نگینی برش داده شده‌اند تهیه می‌شود و در آن از ادویه‌هایی مانند فلفل و زردچوبه استفاده می‌شود. سپس به تکه‌های گوشت و سیب‌زمینی آب اضافه می‌شود تا پس از تفت داده شدن بخارپز نیز بشوند. در گذشته تنها از گوشت قرمز گوسفند، گوساله و بز برای درست کردن قاورمه استفاده می‌شد، اما امروزه استفاده از گوشت مرغ نیز رایج شده است. قاورمه همچنین با گوشت گراز نیز تهیه می‌شود. استفاده از روغن کرمانشاهی در تهیهٔ آن رواج دارد.